# بوابة الزمن

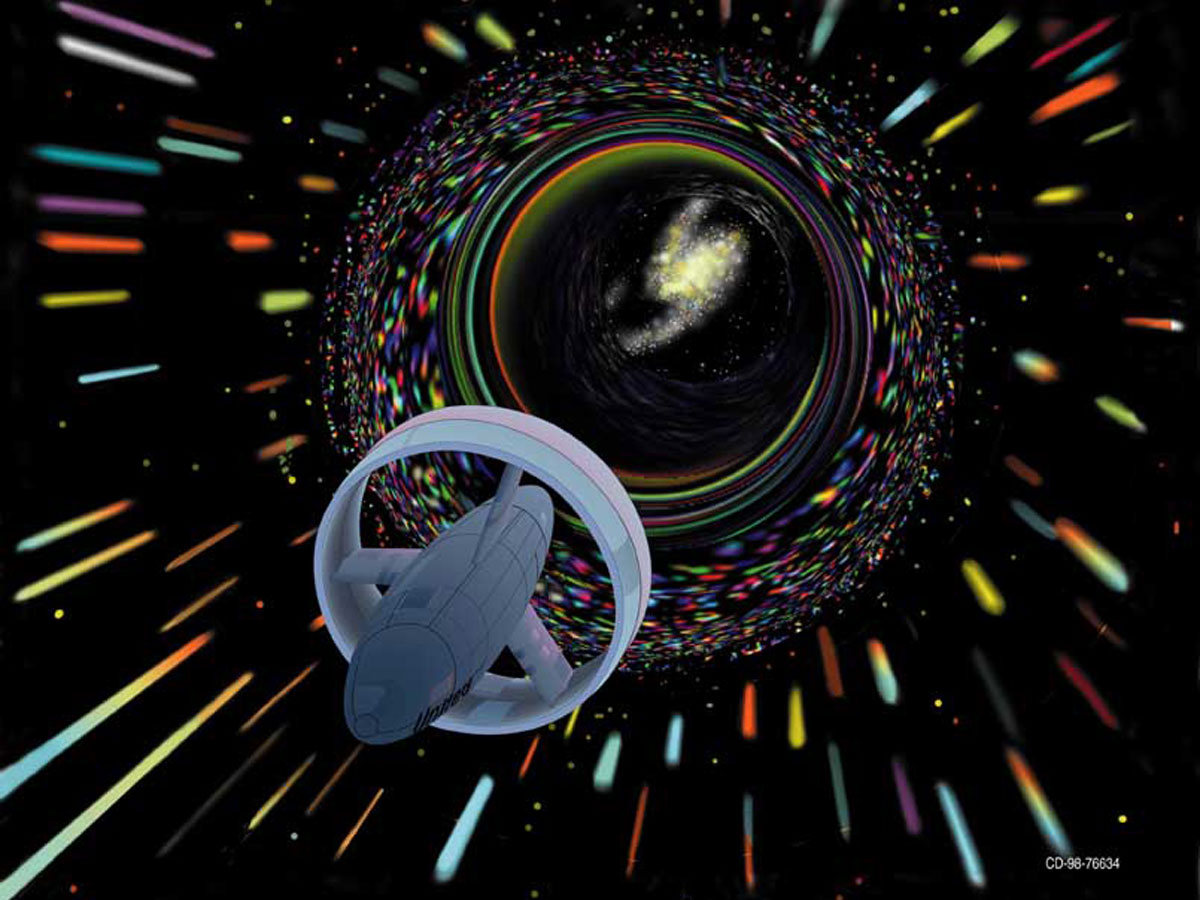

بوابة الزمن أو بوابة زمنية هي مداخل في الزمن تستخدم في مختلف أنواع الخيال خصوصا الخيال العلمي والخيال الإنساني لنقل الشخصيات إلى الماضي أو المستقبل.

## في الثقافة الشعبية

### الأفلام
في معظم الأفلام، تستخدم بوابات الزمن لنقل مجموعة من الناس أو شخص واحد إلى الوراء في الوقت المناسب. الأكثر شعبية من جميع رحلات الوقت سوف يكون السفر إلى الوراء إلى زمن الديناصورات. في بعض الأفلام يمكن أيضا تعيين بوابات الوقت الذي يشكل خطرا، على سبيل المثال، فإنها يمكن أن تبدأ في فقد صوابها مما يجعلها بغير قصد تنقل شيء ما أو شخص ما من وقت مختلف حتى الوقت الحاضر. مرة أخرى والأكثر شعبية هو ديناصور تنقله بطريق الخطأ الى العالم الحاضر.